# Campeonato Paulista de Futebol de 1973 - Primeira Divisão
O Campeonato Paulista de Futebol de 1973 - Primeira Divisão foi a 27.ª edição do torneio promovida pela Federação Paulista de Futebol, e equivaleu ao segundo nível do futebol do estado de São Paulo. A equipe do Araçatuba, fundada em 15 de dezembro de 1972, conquistou o título logo em sua primeira competição oficial. Nesta edição não houve acesso, suspenso pela FPF até 1975.
Na fase final, o Rio Claro jogava por uma vitória diante do Catanduvense para garantir o título, mas ficou apenas no empate. Acontece que o autor do gol da Catanduvense deveria estar cumprindo suspensão, o que arrastou a decisão para a justiça, que manteve o resultado.

## Participantes
| - Andradina (Andradina) - Araçatuba (Araçatuba) - Barretos (Barretos) - Batatais (Batatais) - Bragantino (Bragança Paulista) - Catanduvense (Catanduva) - Corinthians (Presidente Prudente) - Estrela (Piquete) - Estrela da Bela Vista (São Carlos) - Francana (Franca) - Garça (Garça) - Hepacaré (Lorena) - Internacional (Bebedouro) - José Bonifácio (José Bonifácio) | - Linense (Lins) - Olímpia (Olímpia) - Orlândia (Orlândia) - Palmeiras (São João da Boa Vista) - Pirassununguense (Pirassununga) - Rio Claro (Rio Claro) - Santo André (Santo André) - São José (São José dos Campos) - Sertãozinho (Sertãozinho) - União Barbarense (Santa Bárbara D'Oeste) - Vasco da Gama (Americana) - Velo Clube (Rio Claro) - Votuporanguense (Votuporanga) |

## Premiação
| Campeonato Paulista de 1973 - Série A2 |
| -------------------------------------- |
| Araçatuba Campeão (1º título)          |